# TV.com
TV.com és un lloc web que pertany a la CBS Interactive. Aquest servei va començar l'1 de juny de 2005 reemplaçant el lloc web TV Tome.
Aquest lloc cobreix la televisió i se centra en l'idioma anglès tant dels Estats Units, del Regne Unit, Canadà, Austràlia, Nova Zelanda, Irlanda i Japó. A més de les guies dels episodis inclou notícies orientades als Estats Units, crítiques, entrevistes, fotos, vídeos, fòrums, i altres.
TV.com proporciona descripcions de programes, llistats d'intèrprets i guies detallades d'episodis per a molts programes de televisió.